# Catarino Contarini
Catarino Contarini fue una personalidad veneciana del siglo XV que participó notablemente en el sitio de Constantinopla de 1453.

## Biografía
Catarino Contarini llevó a cabo actividades comerciales en Oriente Próximo y el Levante en las décadas de 1430 y 1440. En 1436 , estuvo presente en Tana donde fue una de las primeras personas en llevar a cabo una investigación arqueológica a gran escala durante siete semanas, y en la que participaron un centenar de trabajadores. En 1453, fue a Constantinopla para participar en la defensa de la capital del Imperio bizantino contra el ejército otomano de Mehmed II. Estuvo a cargo de la defensa del sector de la fortaleza de las siete torres. En un gesto de buena fe hacia los venecianos, Constantino XI Paleólogo les dio las llaves de cuatro importantes puertas terrestres de las murallas de Constantinopla, incluida una a Catarino Contarini. Tomado prisionero cuando cayó la ciudad, logró comprar su libertad e ir a Venecia el 16 de agosto de 1453. Según Leonardo de Quíos, si no hubiera logrado reunir el rescate necesario, habría sido ejecutado.